# Янское горнопромышленное управление и ИТЛ
Я́нское горнопромы́шленное управле́ние и исправи́тельно-трудово́й ла́герь Дальстро́я — лагерное подразделение, действовавшее в структуре Дальстроя.

## История
Организован 31 марта 1941 года. Управление ИТЛ размещалось в Якутской АССР. В оперативном командовании оно подчинялось Главному управлению исправительно-трудовых лагерей Дальстрой.
Максимальное единовременное количество заключённых достигало 3 тыс. человек.
Закрыт в 1944 году.

## Производство
Основным видом производственной деятельности заключённых была разведка и добыча оловянной руды.